# Bourjassotte Grise
Bourjassotte Grise es un cultivar de higuera de tipo higo común Ficus carica autofértil, bífera es decir con dos cosechas por temporada las brevas de primavera-verano, y los higos de verano-otoño, de higos con epidermis con color de fondo amarillo verdoso y sobre color manchas irregulares de color marrón violáceo. Se localiza en la colección de Todd Kennedy's collection y el National Californian Germplasm Repository - Davis en California.

## Sinonimia
- „Negro Largo (DFIC 228)“
- „DFIC 339“ [5][6]
- „Bourjasotte Gris“
- „Bourjassotte Grisé“
- „Grizzly Bourjassotte“
- „Violet Sepor (DFIC 210)“
- „DFIC 190“

## Historia
Según la monografía de Condit : « Bourjassotte Grisé (syn. Grizzly Bourjassotte). Descrito por Audibert Frères (1854), Hogg (1866), Barron (1868d, 1869a, 1891), Moore (1871), Pearson (1872), Rivers (1873), Luckhurst (1880), Wright (1895), Eisen (1901), Wythes (1902), Bunyard and Thomas (1904), E. A. Bunyard (1925, 1934), O. T. (1905), Starnes and Monroe (1907), Royal Hort. Society (1916), Cook (1925), Arnold (1926), y Preston (1951). Dibujado en color por Wright. Dibujado en blanco y negro por Moore, O. T., Starnes and Monroe, T. (1907), y Condit (1941a, fig. 2, K). »
Pearson declaró en 1872 que 'Bourjassotte Grisé' era un nuevo nombre para una variedad antigua, cultivada durante muchos años en Clumber, Inglaterra, bajo el nombre de 'Blanche'. Según Rivers, los higos Bourjassotte se llamaban así porque procedían de Burjasot, un pueblo de España, cerca de Valencia. Barron (1891) info]rmó a Bourjassotte Grisé como "el higo más constantemente bueno" que había cultivado. Durante mucho tiempo ha sido muy apreciado en Inglaterra, especialmente para ser cultivado en maceta y en invernadero, ya que es una variedad que se adapta muy bien a este tipo de cultivo.
La variedad se introdujo en California como P.I. N ° 18.847, de la colección Chiswick. Fuera de las colecciones, dos árboles de esta variedad se han ubicado en California; uno está frente al anexo del Palacio de Justicia, Santa Ana; el otro está en el jardín del señor Robert Gallegos, Misión San José. En ambos lugares y en Riverside, la producción de brevas es muy ligera, y la caída de higos verdes e inmaduros de la segunda cosecha es pesada; aparentemente, este es un ejemplo de partenocarpia parcial o incompleta.
Esta variedad de higuera está cultivada en el NCGR, Davis (National Californian Germplasm Repository - Davis) con el número 'DFIC 339' desde el 21 de febrero de 2008, en que ingresó en el repositorio como un donativo de la Todd Kennedy's collection.

## Características
La higuera 'Bourjassotte Grise' es un árbol de tamaño mediano, con un porte semierecto, muy vigoroso, muy fértil en la cosecha de higos, hojas en menor cantidad de 3 lóbulos siendo mayoritariamente de 5 lóbulos en las que el lóbulo n.º 3 central es de forma espatulada y bastante más grande que los demás. Es una variedad bífera de tipo higo común, de producción muy escasa de brevas y abundante de higos, siendo los primeros más grandes y los siguientes más pequeños.
Los higos son de tipo medio de unos 30 gramos, de forma esferoidal turbinado, con cuello largo; pedúnculo corto y grueso; su epidermis con color de fondo amarillo verdoso y sobre color manchas irregulares de color marrón violáceo. La carne (mesocarpio) de tamaño grueso siendo mayor en la zona del cuello de color blanco; ostiolo de tamaño medio; cavidad interna de tipo mediano con aquenios pequeños y numerosos: pulpa jugosa de color rojo, con un sabor que es una mezcla de sabor ácido, frutos del bosque, y fresa.

## El cultivo de la higuera
Los higos 'Bourjassotte Grise' son aptos para la siembra con protección en USDA Hardiness Zones 7 a más cálida, su USDA Hardiness Zones óptima es de la 8 a la 10. Producirá mucha fruta durante la temporada de crecimiento. El fruto de este cultivar es de tamaño mediano y rico en aromas.
Se cultiva en California, Estados Unidos puede consumirse como higo fresco, y en jardines particulares e invernaderos de otros estados de Estados Unidos.